# György Zala (Bildhauer)

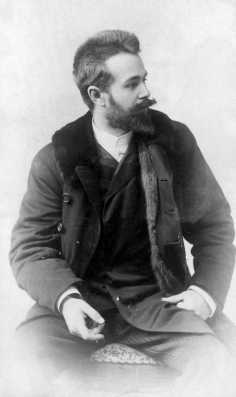
György Zala (1887)

György Zala (* 16. April 1858 als Georg Mayer in Alsólendva, Komitat Zala; † 31. Juli 1937 in Budapest) war ein ungarischer Bildhauer. Er war Mitglied der Ungarischen Akademie der Wissenschaften.

## Leben
Zala wurde als Georg Mayer im Südwesten Ungarns in Alsólendva (heute Lendava, Slowenien) geboren. Er wurde mit 8 Jahren ein Waise und besuchte mehrere Jahre Schulen in Pápa. Mit 21 begann er ein Kunststudium an der Schule für Modellbau in Budapest und setzte sein Studium an der Akademie der bildenden Künste Wien bei Edmund Hellmer und Kaspar von Zumbusch fort. Danach studierte er an der Akademie der Bildenden Künste München und orientierte sich dort an französischen und belgischen Meistern.
In den 1880er Jahren änderte er seinen Namen auf György Zala. 1884 übersiedelte er nach Budapest und stellte seine ersten Arbeiten aus. Die Marmorstatue Maria und Magdalena in der Kunsthalle Budapest brachte ihm Aufmerksamkeit und Aufträge.
Am 22. und 23. Oktober 1897 saß Franz Joseph I. in Zalas Budapester Atelier Modell für die Büste des König-Franz-Joseph-Denkmals in Bruckneudorf.
Nach seinem Tod erhielt Zala ein Staatsbegräbnis und wurde auf dem Kerepesi temető beerdigt.

## Werke
Die Ungarische Nationalgalerie hat rund 30 Werke in ihrer Sammlung.
- Marmorstatue Maria und Magdalena, ausgezeichnet mit einer Goldmedaille der Budapester Akademie und dem Preis des Ungarischen Rates der Schönen Künste
- Grabstein für József Csukássy, ausgezeichnet mit einer Goldmedaille in Antwerpen
- Statue Honvéd-Soldat (Landwehrsoldat) am Disz-Platz in Budapest
- Statue Erzengel Gabriel am Heldenplatz in Budapest, ausgezeichnet mit dem Grand Prix bei der Pariser Ausstellung 1900
- Büste König Franz Joseph in Bruckneudorf
- Statue Königin Elisabeth neben der gleichnamigen Brücke in Budapest
- Freiheitsstatue Arad
- Reiterstatue Gyula Andrássys auf dem Kossuth Lajos tér in Budapest

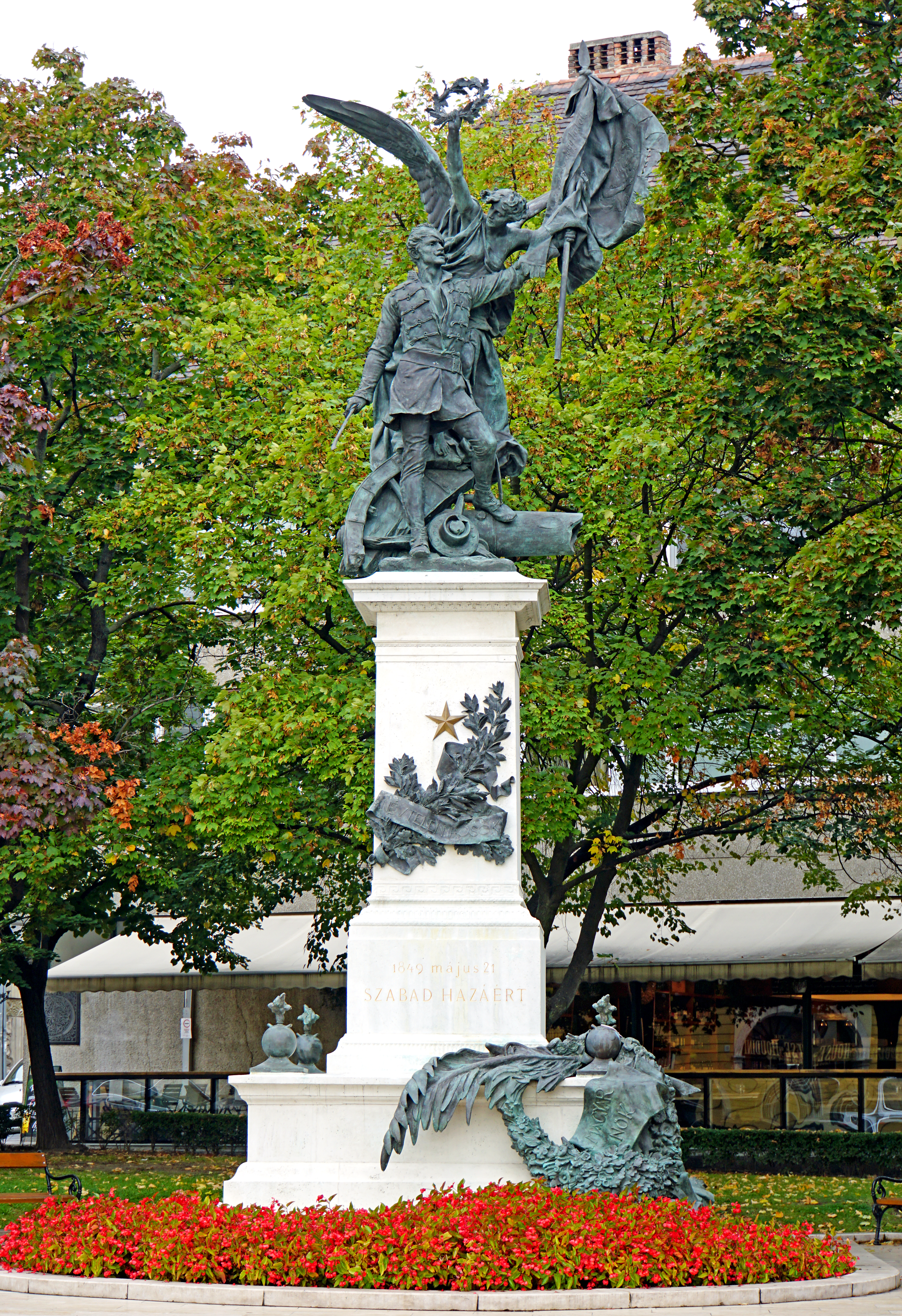
Honvéd-Denkmal, Budapest
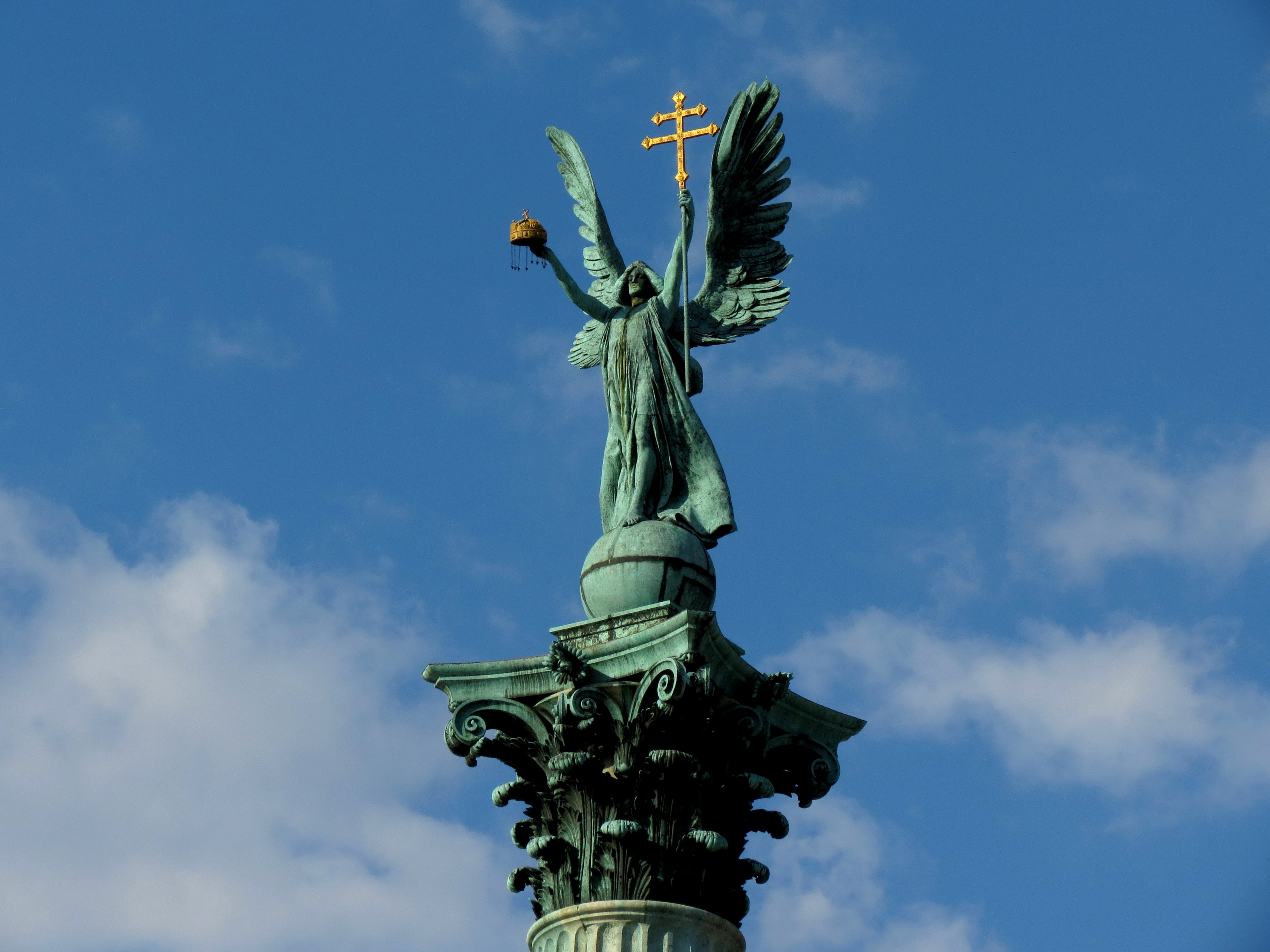
Erzengel Gabriel, Heldenplatz, Budapest
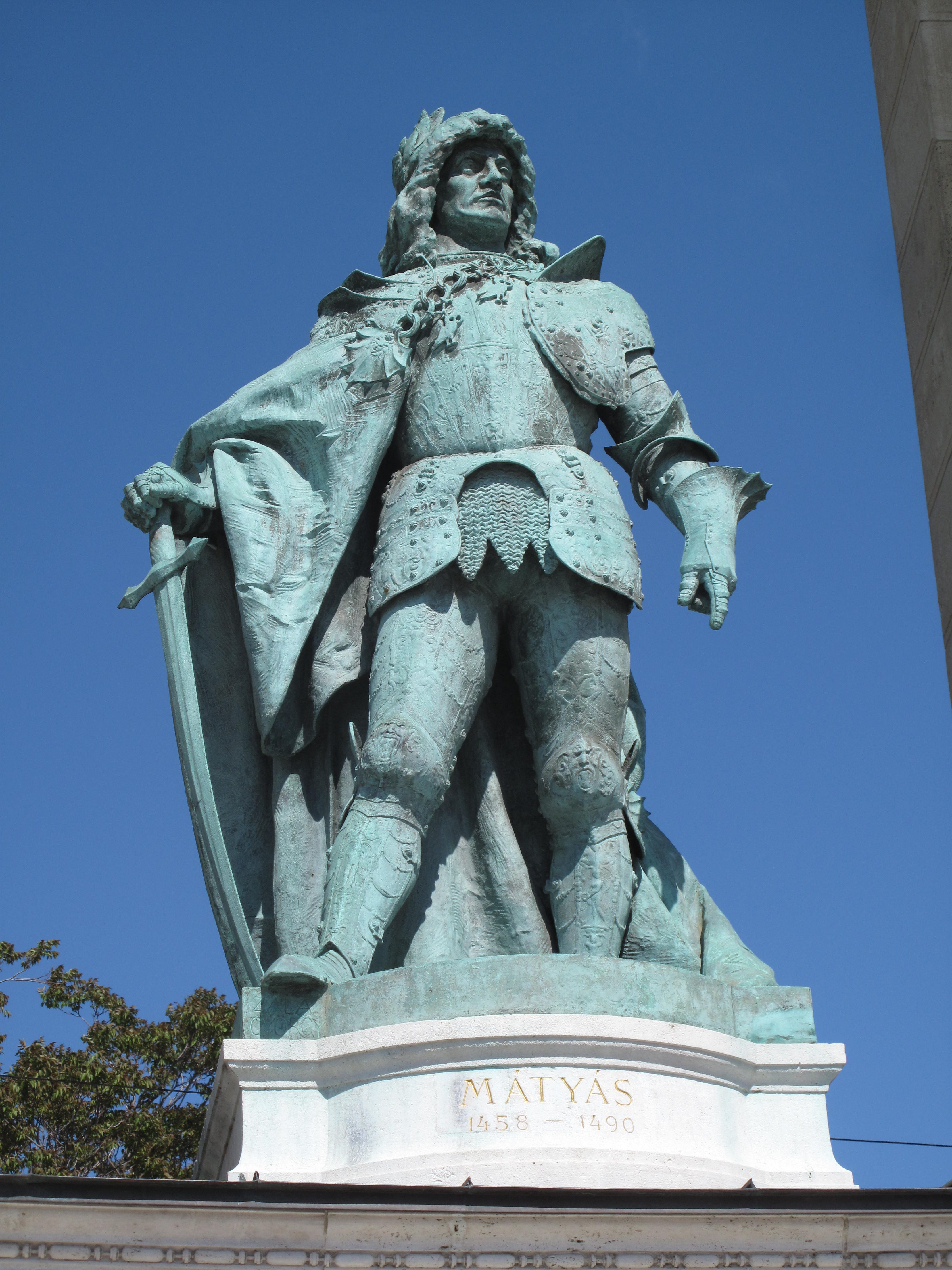
Matthias Corvinus, Heldenplatz, Budapest
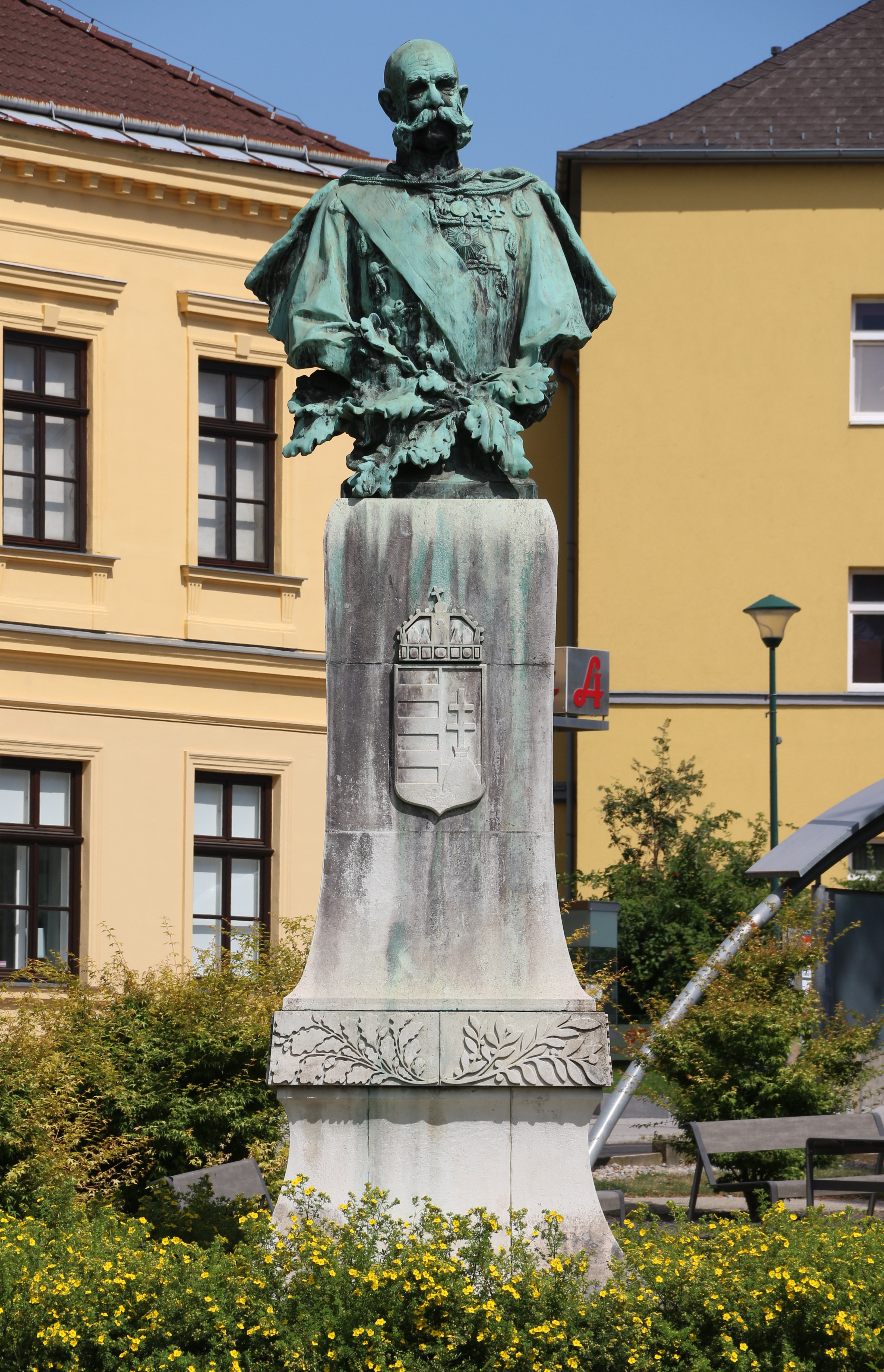
Büste Franz Joseph König von Ungarn, Bruckneudorf
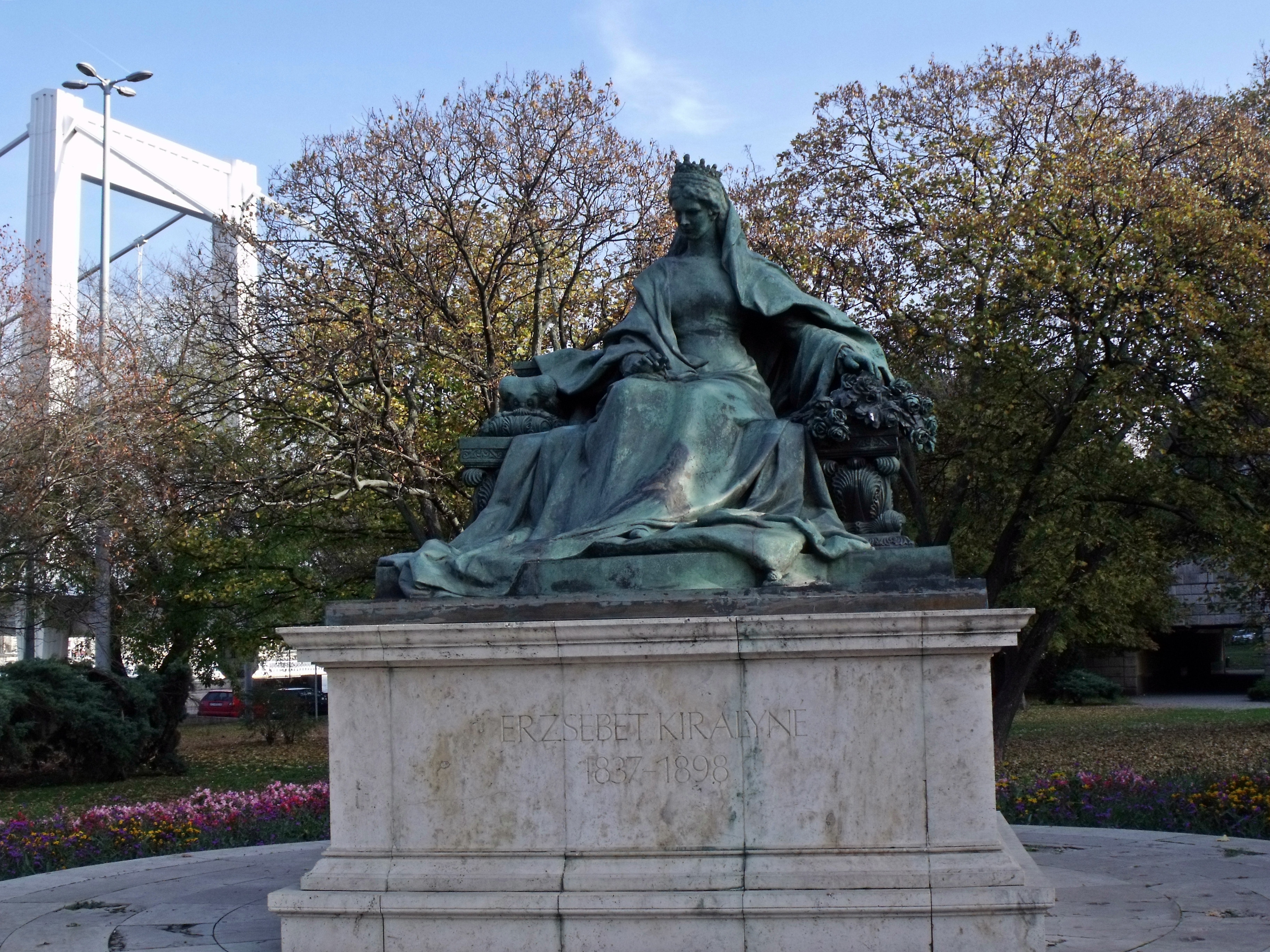
Denkmal Königin Elisabeth, Budapest
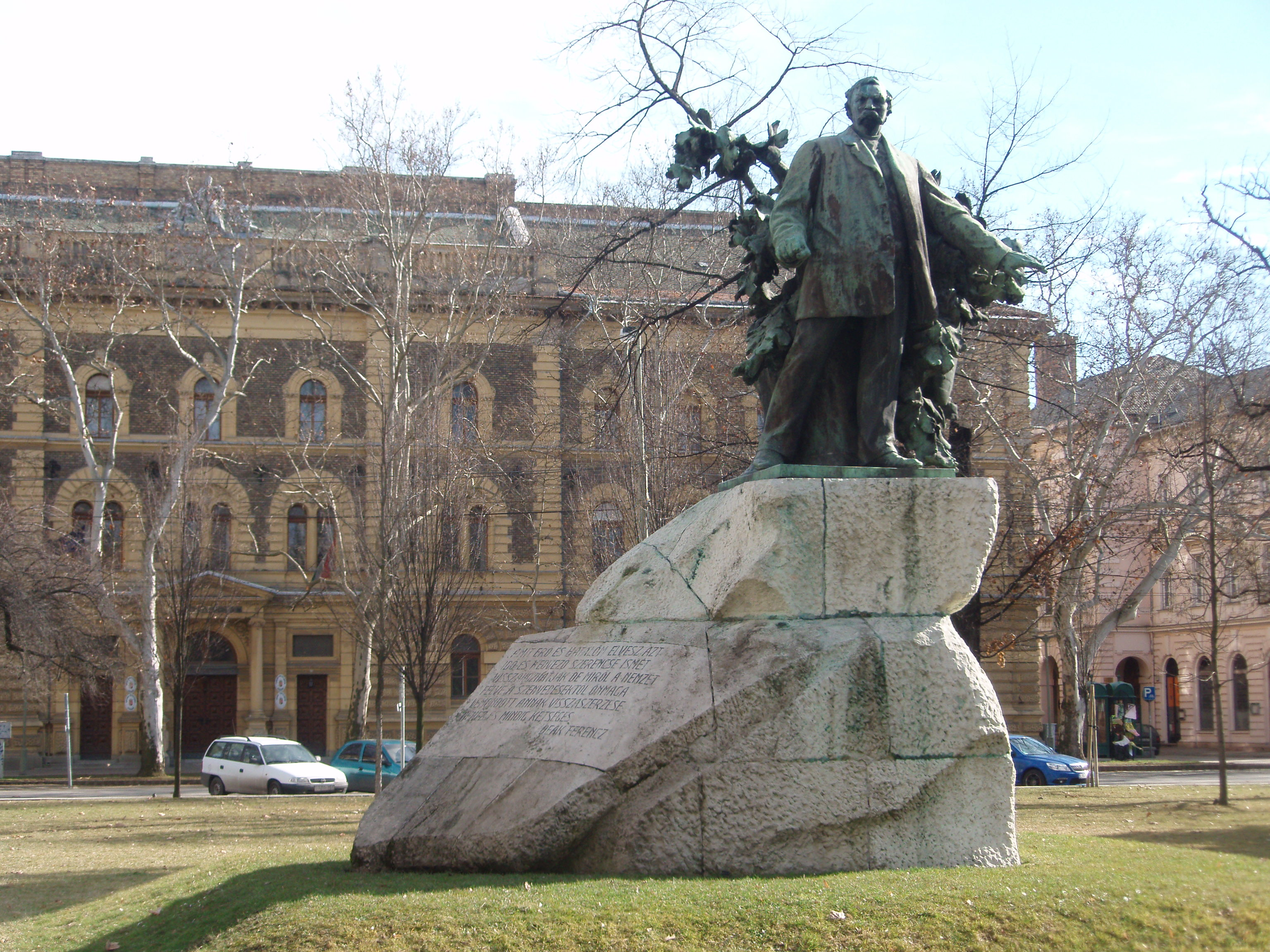
Denkmal Ferenc Deák, Széchenyi-Platz, Szeged
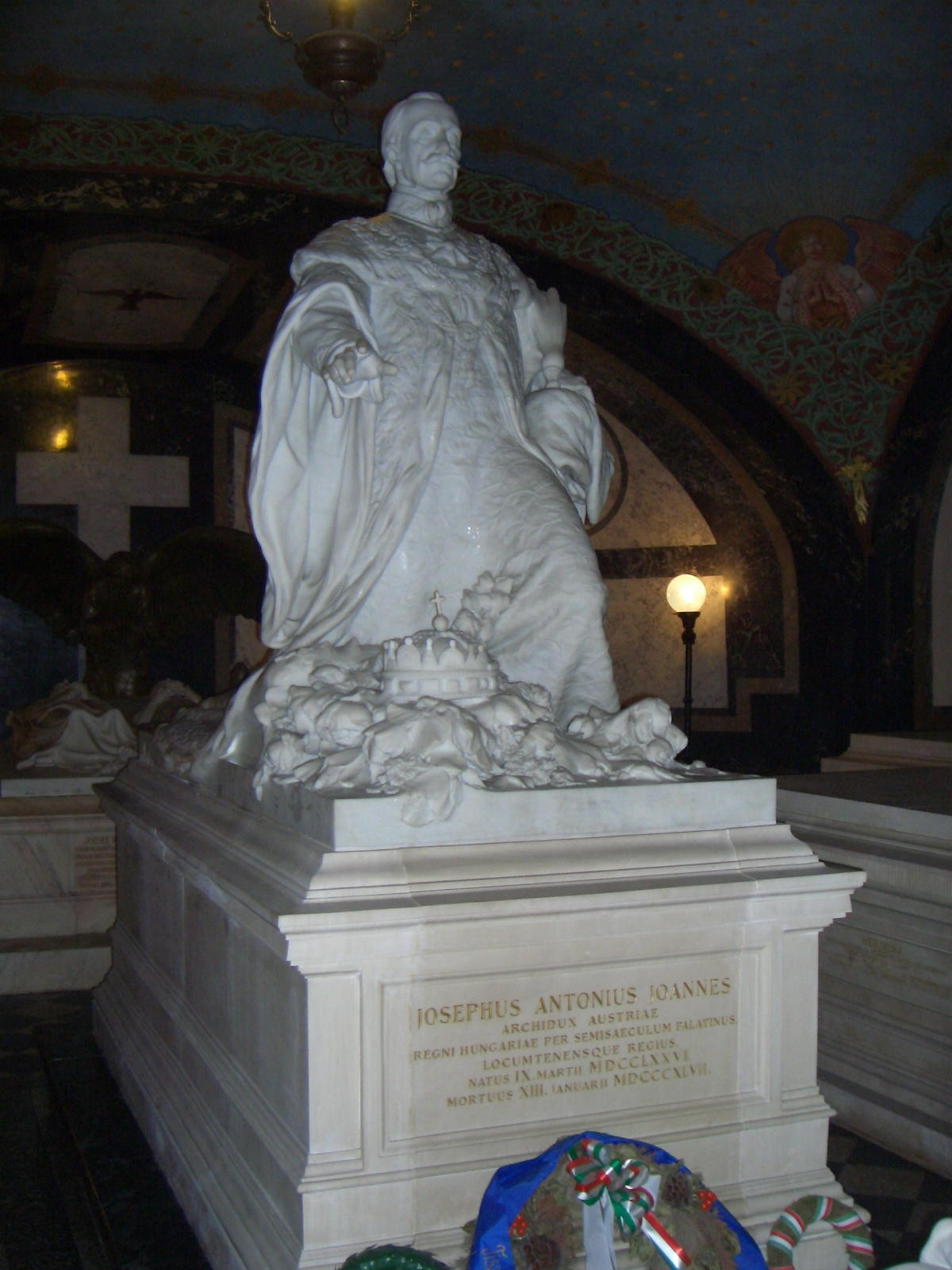
Grabmal für Erzherzog Joseph, Palatin von Ungarn in der Palatinusgruft
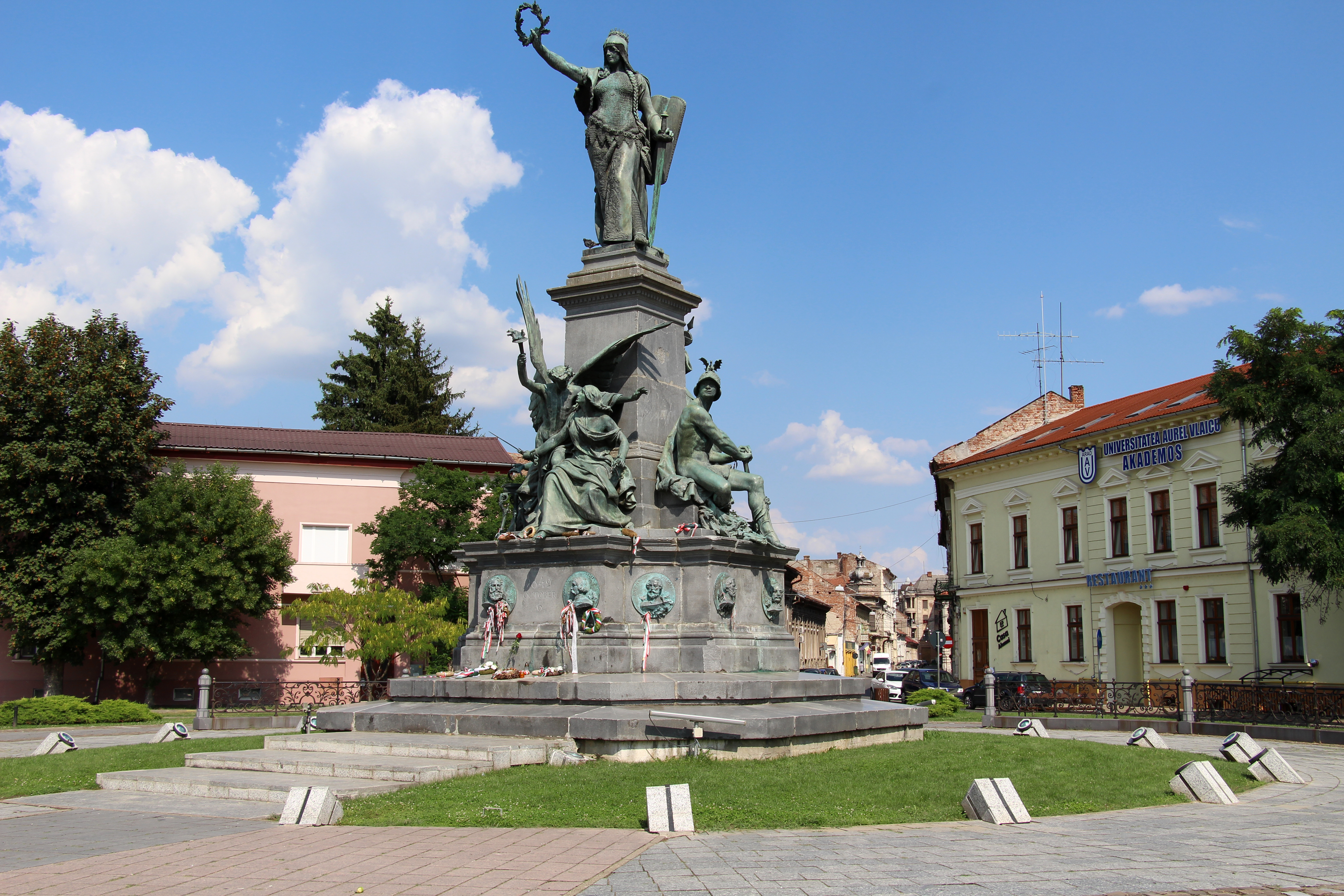
Freiheitsstatue in Arad
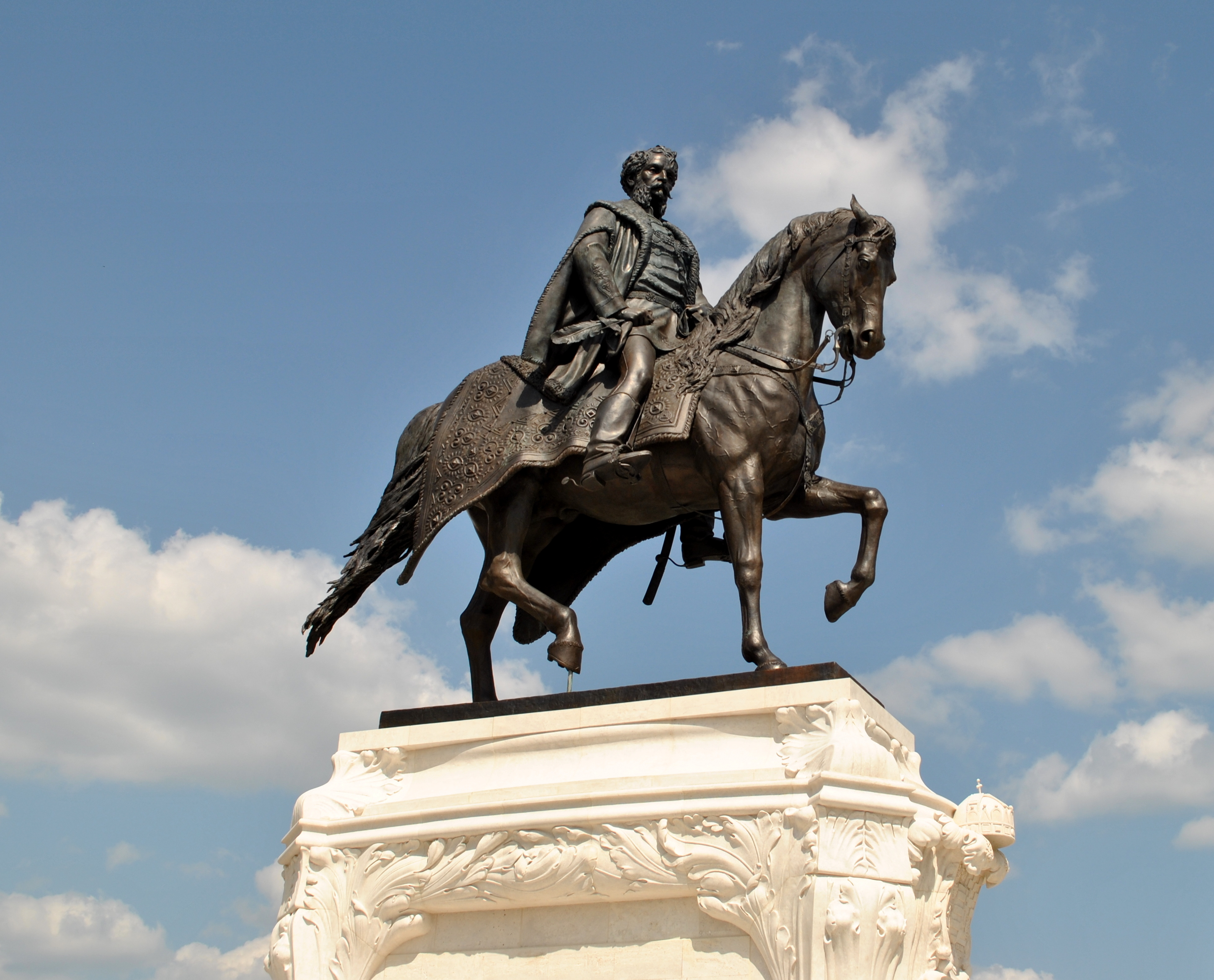
Reiterstatue Gyula Andrássys